# Jana Jochová
Jana Jochová Trlicová (* 19. března 1976) je česká konzervativní publicistka a aktivistka, od roku 2017 předsedkyně spolku Aliance pro rodinu. Je manželkou Romana Jocha, bývalého poradce Petra Nečase a ředitele Občanského institutu.

## Osobní život
Vystudovala magisterský obor historie na Filozofické fakultě Masarykovy univerzity, pracovala v PR a jako učitelka. V roce 2002 se provdala za Romana Jocha, se kterým k roku 2021 měla tři děti.

## Politické aktivity
Od prosince 2015 je členkou představenstva spolku Aliance pro rodinu, kde dříve působila jako místopředsedkyně, od roku 2017 je jeho předsedkyní. V listopadu 2021 se stala asistentkou poslance ODS Václava Krále.

## Názory
V pořadu Rozstřel na serveru iDNES v roce 2019 prohlásila, že kdyby byl její syn gay, byla by raději, kdyby zůstal sám, než aby žil s mužem. V mladších letech by se to u syna snažila „řešit“, což implikovalo léčení homosexuality, jehož se zastávala a označovala vyřazení homosexuality ze seznamu nemocí za politické rozhodnutí.
V pořadu Ptám se já z redakce Seznam Zpráv v roce 2023 označila možnou změnu Občanského zákoníku umožňující uzavírat manželství stejnopohlavním párům za „zákon, který znásilňuje lidské vědomí a svědomí“. Také prohlásila, že by ocenila „volební právo rodin“, v rámci kterého by měla možnost volit za své děti, případně by za ni samotnou volil manžel.